# Klingelborn (Finnentrop)
Klingelborn ist ein Einzelhof in der Gemeinde Finnentrop im Kreis Olpe (Nordrhein-Westfalen).

## Geographie
Der Hof liegt am Nordhang des oberen Salweytals, etwa 400 Meter nordöstlich von Weuspert und nördlich der Kreisstraße nach Obersalwey.

## Geschichte
Der Hof Klingelborn an der Grenze der Fretterer Mark wurde in der Zeit von 1646 bis 1658 von Adam Vogt von Elspe durch Ankauf von Serkenroder Ländereien gegründet. Er gehörte zur Pfarrei Schönholthausen. Um 1700 ist ein Christoph Klingelborn auf dem Hof nachweisbar, um 1819 lebten dort 16 Menschen. Mit der Bildung der Gemeinde Finnentrop am 1. Juli 1969 wurde Klingelborn ein Ortsteil von Finnentrop.